# Dziewczyna z fabryki
Dziewczyna z fabryki (ang. Factory Girl) – film biograficzny z 2006 roku, wyreżyserowany przez George’a Hickenloopera. Dzieło opowiada o amerykańskiej aktorce Edie Sedgwick, muzie Andy’ego Warhola. W postać Sedgwick wcieliła się amerykańska aktorka Sienna Miller, Warhola zagrał Guy Pearce.
Film miał premierę w Los Angeles 29 grudnia 2006 i został negatywnie przyjęty przez krytyków, docenili oni jednak rolę Sienny Miller.

## Fabuła
W 1965 roku młoda Edie porzuca Cambridge i udaje się do Nowego Jorku. Tam poznaje młodego artystę, Andy’ego Warhola, który obiecuje jej, że zrobi z niej prawdziwą gwiazdę. Tak też się staje. Kariera Edie zaczyna nabierać tempa. Dzięki statusowi supergwiazdy Warhola i sukcesom odnoszonym jako modelka zdobywa światową popularność.
Jej przyjaciel z Cambridge Syd przedstawia ją poecie i piosenkarzowi Billy'emu Quinnowi (Hayden Christensen), postaci wzorowanej na Bobie Dylanie. Andy staje się zazdrosny, więc Edie najpierw próbuje ukryć związek z Billym, a następnie zaprzyjaźnić mężczyzn ze sobą. Nie udaje się to i wyniku kłótni para rozstaje się.
Relacja dziewczyny z Andym psuje się. Pewnej nocy odurzona narkotykami zasypia z odpalonym papierosem, wywołując tym pożar. Przez zniszczony wizerunek nie może znaleźć pracy. Z czasem kobieta zaczyna tracić kontakt z rzeczywistością. Umiera na skutek przedawkowania barbituranów, mając zaledwie 28 lat.

## Obsada
- Sienna Miller jako Edie Sedgwick
- Guy Pearce jako Andy Warhol
- Hayden Christensen jako Billy Quinn
- Jimmy Fallon jako Chuck Wein
- Mena Suvari jako Richie Berlin
- Jack Huston jako Gerard Malanga
- Tara Summers jako Brigid Polk
- Shawn Hatosy jako Syd Pepperman
- Beth Grant jako Julia Warhola
- James Naughton jako Fuzzy Sedgwick
- Edward Herrmann jako James Townsend
- Mary-Kate Olsen jako Molly Spence
- Illeana Douglas jako Diana Vreeland
- Mary Elizabeth Winstead jako Ingrid Superstar
- Don Novello jako Mort Silvers
- Johnny Whitworth jako Silver George
- Brian Bell jako Lou Reed
- Patrick Wilson jako John Cale
- Samantha Maloney jako Maureen Tucker
- Meredith Ostrom jako Nico

## Kontrowersje
Lou Reed, piosenkarz i autor tekstów, który był blisko związany z Fabryką i znał Sedgwick, mocno krytykował film. Uważał, że jest to wykorzystywanie ludzi, ich historii i wizerunku dla pieniędzy.
Bob Dylan groził poprzez swoich prawników pozwem. Twierdzili oni, że scenariusz sugeruje, że to Dylan jest odpowiedzialny za uzależnienie od narkotyków i śmierć Edie. Jonathan Sedgwick twierdzi, że w wyniku romansu z Dylanem jego siostra zaszła w ciążę, którą później usunęła.

## Casting
Katie Holmes była brana pod uwagę do głównej roli, jednak zrezygnowała z udziału w filmie. Według doniesień Tom Cruise przekonał ją, że rola ta wpłynie negatywnie na jej wizerunek.
Według Hickenloopera budżet filmu, pierwotnie szacowany na 8 milionów $, wyniósł niecałe 7 milionów $.

## Miejsca nagrywania
Film kręcony był w: Nowym Jorku, Toronto, Stamford w Connecticut oraz w Shreveport w Luizjanie.